# Åmål
Åmål (oːmoːl) è una città della Svezia, capoluogo del comune omonimo, nella contea di Västra Götaland. Ha 9 300 abitanti.

## Storia
Åmål fu fondata nel XVII secolo e divenne città nel 1646, unica nella provincia storica del Dalsland. La sua collocazione vicino ai confini dell'Unione dei regni di Danimarca e Norvegia le provocò diversi problemi nel corso dei secoli. Nel 1645 fu quasi completamente distrutta, così come nel 1676 e nel 1679; nel 1788 venne presa dai danesi che la tennero in loro possesso per qualche tempo.
Dopo un grave incendio nel 1901, in cui un migliaio di persone persero la casa, venne ricostruita con strade più larghe e con criteri abitativi più moderni.

## Filmografia
La cittadina è nota per essere la città dove si svolge il film a tematica omosessuale Fucking Åmål - Il coraggio di amare, film in realtà girato a Trollhättan.